# Psychoterapia behawioralna
Psychoterapia behawioralna – rodzaj psychoterapii, metoda leczenia zaburzeń psychicznych opracowana na podstawie zasady behawioryzmu (uczenie się dzięki warunkowaniu).
Psychoterapia behawioralna skupia się wyłącznie na zachowaniu człowieka, jako jego naturalnej reakcji na bodźce z otoczenia (reakcje naturalne uważa się za efekt warunkowania). Ważne jest tu i teraz, natomiast mniej ważne są wydarzenia z przeszłości (przyczyny leczonych zaburzeń).
Pomoc w zmianie niepożądanego zachowania odbywa się bez analizy nieświadomych przyczyn, których istnienia behawioryzm nie uznaje. Terapeuta w tym rodzaju psychoterapii pełni funkcję aktywną i dyrektywną – wyjaśnia, proponuje, doradza, wspiera, motywuje i wyznacza zadania. Pacjent natomiast jest kimś w rodzaju ucznia – oczekuje się od niego przede wszystkim gotowości do aktywnych zmian.
Terapia opiera się na technikach treningowych, takich jak m.in. trening relaksacji, wykorzystywany w systematycznej desensytyzacji (odwrażliwianiu) pomocnej w leczeniu fobii czy trening asertywności i wielu innych.
W procesie terapii behawioralnej niezależnie od rodzaju leczonych zaburzeń wyodrębnia się cztery fazy:
1. diagnostyczną – przeprowadzenie wywiadu, zidentyfikowanie zaburzenia, ustalenie sposobu ukształtowania się zaburzenia oraz poziomu motywacji pacjenta do zmiany;
2. wzbudzania motywacji – wzbudzeniu w pacjencie pozytywnych oczekiwań wobec leczenia, a także doprowadzenie pacjenta do przejęcia odpowiedzialności za psychoterapię;
3. zastosowania określonej procedury terapeutycznej;
4. utrwalania zmian powstałych podczas psychoterapii – ustalenie zadań, które pacjent wykonuje sam bądź przy pomocy członków rodziny mające utrwalić pożądane zachowania.

Psychoterapia tego rodzaju zawsze ogranicza się do konkretnych problemów (np. klaustrofobia) i zwykle obejmuje 10 spotkań odbywających się raz w tygodniu.

## Czasy współczesne
Psychoterapia behawioralna, wraz z psychoterapią poznawczą dały początek stosowanej obecnie psychoterapii poznawczo-behawioralnej (CBT), łączącej techniki behawioralne z restrukturyzacją poznawczą oraz technikami tzw. „III fali CBT” nastawionymi na uważność (mindfulness), rolę relacji terapeutycznej, związków emocjonalnych oraz wartości.
Największą organizacją zrzeszającą psychoterapeutów poznawczo-behawioralnych w Polsce jest Polskie Towarzystwo Terapii Poznawczej i Behawioralnej.